# Petar Velicskov
Petar Velicskov Jordanov (bolgárul: Петър Величков Йорданов, 1940. augusztus 8. – 1993) bolgár válogatott labdarúgó.
A bolgár válogatott tagjaként részt vett az 1962-es világbajnokságon.

## Sikerei, díjai
Szlavija Szofija
- Bolgár kupa (2): 1962–63, 1963–64